# The Listening Sessions
 (novembre 2017).
Si vous disposez d'ouvrages ou d'articles de référence ou si vous connaissez des sites web de qualité traitant du thème abordé ici, merci de compléter l'article en donnant les références utiles à sa vérifiabilité et en les liant à la section « Notes et références ».
Tournées par Ariana Grande
The Honeymoon Tour
(2015)
The Listening Sessions est la première tournée de la chanteuse et actrice américaine Ariana Grande. La tournée accompagne le premier album studio de Grande, Yours Truly, sorti le 3 septembre 2013. La tournée a commencé le 11 août 2013 et s’est terminée le 22 septembre 2013. La chanteuse interprétera toutes les chansons de son album à exception de Popular Song. La tournée a rapporté 800 000 $ avec les 11 concerts qu'a donnés la chanteuse en Amérique du Nord. La tournée aurait dû être prolongée après la sortie de Yours Truly, mais ne put se concrétiser en raison de l'emploi du temps et des sessions d'enregistrements de Grande pour son deuxième album, My Everything.

## Arrière-plan
Le 15 juillet 2013, le jour même où Baby I a été annoncé, Ariana Grande a annoncé qu'elle participerait à sa première tournée en août de la même année. Ariana déclare qu'elle a choisi le nom « The Listening Sessions » car elle ne chantera que dans quelques petites salles intimes et les fans entendraient la musique de l'album avant sa sortie.
Les préventes ont eu lieu le jeudi 18 juillet, et les ventes ont eu lieu le vendredi 19 juillet 2013. Les billets de préventes ont dû être retirés plus tôt que prévu car ils se vendaient trop rapidement et les places pour la tournée étaient presque épuisées avant même que les ventes ne commencent.

## Setlist
Cette liste est représentative du concert du 17 août 2013, à Red Bank. Elle ne représente pas les concerts pour la totalité de la tournée.
1. Baby I
2. Lovin' It
3. You'll Never Know
4. Honeymoon Avenue
5. Tatooed Heart
6. Better Left Unsaid
7. Daydreamin
8. Almost Is Never Enough
9. Piano
10. Right There
11. The Way

Pendant son concert à Los Angeles, Ariana est rejointe par Big Sean pour interpréter leur chanson Right There, ainsi que Mac Miller pour interpréter The Way ; à New York, Ariana Grande a interprété une chanson inédite intitulée Higher ; durant ses concerts à Toronto, Rosemont, et Royal Oak, Ariana Grande est rejointe par Nathan Sykes pour interpréter leur duo Almost Is Never Enough.

## Dates de la tournée
| Date              | Ville            | Pays             | Lieu                       | Audience               | Revenue          |
| Amérique du Nord  | Amérique du Nord | Amérique du Nord | Amérique du Nord           | Amérique du Nord       | Amérique du Nord |
| ----------------- | ---------------- | ---------------- | -------------------------- | ---------------------- | ---------------- |
| 13 août 2013      | Silver Spring    | États-Unis       | The Fillmore Silver Spring | 2,000 / 2,000 (100 %)  | 59,040 $         |
| 14 août 2013      | New York City    | États-Unis       | Best Buy Theater           | 2,027 / 2,027 (100 %)  | 71,041 $         |
| 16 août 2013      | Philadelphia     | États-Unis       | Electric Factory           | 2,341 / 2,341 (100 %)  | 69,195 $         |
| 17 août 2013      | Red Bank         | États-Unis       | Count Basie Theatre        | 1,474 / 1,474 (100 %)  | 51,590 $         |
| 18 août 2013      | Lowell           | États-Unis       | Lowell Memorial Auditorium | 2,692 / 2,692 (100 %)  | 79,414 $         |
| 27 août 2013      | Toronto          | Canada           | Sound Academy              | 2,586 / 2,586 (100 %)  | 79,960 $         |
| 28 août 2013      | Royal Oak        | États-Unis       | Royal Oak Music Theatre    | 1,694 / 1,694 (100 %)  | 50,106 $         |
| 29 août 2013      | Rosemont         | États-Unis       | Rosemont Theatre           | 2,291 / 2,291 (100 %)  | 80,185 $         |
| 31 août 2013      | Kansas City      | États-Unis       | Midland Theatre            | 1,545 / 1,545 (100 %)  | 50,700 $         |
| 9 septembre 2013  | Los Angeles      | États-Unis       | Club Nokia                 | 2,351 / 2,351 (100 %)  | 88,736 $         |
| 22 septembre 2013 | New Albany       | États-Unis       | New Albany Classic         | 4,260 / 4,260 (100%)   | 120,033 $        |
| Total             | Total            | Total            | Total                      | 25,261 / 25,261 (100%) | 800,000 $        |